# Mesosa persimilis
Mesosa persimilis là một loài bọ cánh cứng trong họ Cerambycidae.